# Jan Čelůstka
Jan Čelůstka (Zlín, 22 maart 1982) is een triatleet uit Tsjechië. Hij nam namens zijn vaderland deel aan de Olympische Spelen (2012) in Londen, waar hij eindigde op de 30ste plaats in de eindrangschikking met een tijd van 1:50.17.

## Palmares

### triatlon
- 2009: 38e EK olympische afstand in Holten - 1:50.36
- 2010: 47e WK olympische afstand - 677 p
- 2011: 40e WK olympische afstand - 679 p
- 2012: 57e WK olympische afstand - 688 p
- 2012: 33e WK sprint afstand in Stockholm - 56.40
- 2012: 30e OS in Londen - 1:50.17
- 2012: 168e WK olympische afstand - 56 p
- 2015: 69e WK olympische afstand - 544 p